# Syre (tidning)
Syre är en svensk nyhetstidning som ges ut av Dagens O2 som ägs av Mediehuset Grön Press som i sin tur ägs av Lennart Fernström.
Tidningen ges ut sex dagar i veckan som webbtidning, samt en gång i veckan i pappersform som veckomagasin. Tidningen har 4 500 aktiva prenumeranter.
Syres ledarsida är frihetligt grön.

## Historik
Syre grundades 2015 och var ursprungligen ett veckoutgivet magasin. Det första numret kom ut 2 april 2015. År 2016 lanserades tidningen Syre Göteborg och 2018 kom Syre Stockholm.
Mediehuset Grönt fick presstöd för flera titlar, inklusive Syre, Fria Tidningen och Syres lokala magasin, men i april 2019 pausades utbetalningarna för Syre och Fria Tidningen. Det ledde till att bolagen ansökte om rekonstruktion. Samtidigt utökade Syre utgivningen till femdagarstidning. I september 2019 drogs även för driftstödet för Syre Stockholm, Syre Göteborg och Tidningen Global in.
I december 2020 beviljades redaktionsstöd för Syre. I januari 2021 meddelades att man skulle utöka till sexdagarsutgivning.

## Kontroverser
I januari 2024 klandrades Syre av Mediernas Etiknämnd för att ha pekat ut en man som ska ha hjälpt en högerextremist med personförföljelse. Beläggen för påståenden var tunna och mannen fick inte bemöta dem, enligt Etiknämnden.